# Bracon clathratus
Bracon clathratus är en stekelart som beskrevs av Gaspard Auguste Brullé 1846. Bracon clathratus ingår i släktet Bracon och familjen bracksteklar. Inga underarter finns listade.